# پیچش (ریاضیات)

یک پیچش تابعی چون است که وقتی دوبار اعمال شود، به نقطهٔ آغاز بر می‌گردد.

در ریاضیات، یک پیچش (به انگلیسی: Involution)، تابعی چون {\displaystyle f} است که برای تمام {\displaystyle x} های عضو دامنه معکوس خودش باشد:
{\displaystyle f(f(x))=x}
به طور معادل، با دو بار اعمال {\displaystyle f} روی خودش، همان مقدار اولیه باز تولید می شود.
عبارت پاد-پیچش به پیچش هایی بر اساس پاد-همریختی اشاره دارد:
{\displaystyle f(xy)=f(y)f(x)}
چنان که:
{\displaystyle xy=f(f(xy))=f(f(y)f(x))=f(f(x))f(f(y))=xy}

## خواص عمومی
هر پیچش یک تناظر دوسویه است.
نگاشت همانی مثال بدیهی از یک پیچش است. مثال های نابدیهی از پیچش ها در ریاضیات شامل ضرب توسط ۱- در حساب، معکوس گیری، متمم گیری در نظریه مجموعه ها و مزدوج مختلط است. مثال های دیگر شامل معکوس گیری دایره ای در هندسه مسطحه، دوران نیم صفحه و رمزکننده های معکوس چون تبدیل روت۱۳ و رمزکنندگان چند الفبایی بیفورت می باشند.
تعداد پیچش ها، شامل پیچش همانی، روی مجموعه ای با {\displaystyle n=0,1,2,\cdots } تعداد عنصر، توسط هاینریش آگوست روث در ۱۸۰۰ ارائه شد:
{\displaystyle a_{0}=a_{1}=1}
و برای {\displaystyle n>1.}:
{\displaystyle a_{n}=a_{n-1}+(n-1)a_{n-2}}
اولین جمله از این دنباله را اعداد تلفونی گویند که تعداد تابلو یانگ با کمک آن تعداد خانه را می دهد.